# Szewczenko Persze
Szewczenko Persze (ukr. Шевченко Перше) – wieś na Ukrainie, w obwodzie donieckim, w rejonie pokrowskim, w hromadzie Hrodiwka. W 2001 liczyła 44 mieszkańców.